# Ruununsaari (ö i Norra Karelen, Mellersta Karelen)
Ruununsaari är en ö i Finland.   Den ligger i kommunen Rääkkylä i den ekonomiska regionen  Mellersta Karelens ekonomiska region  och landskapet Norra Karelen, i den sydöstra delen av landet, 300 km nordost om huvudstaden Helsingfors.